# Postrach nocy 2 (film 1988)
Postrach nocy 2 (tytuł oryg. Fright Night II) – amerykański film fabularny (hybryda horroru i czarnej komedii) z 1988 roku, wyreżyserowany przez Tommy’ego Lee Wallace’a. Sequel kultowego horroru Postrach nocy z 1985. W Polsce znany także jako Noc wampirów − część 2.

## Opis fabuły
Charley Brewster i Peter Vincent ponownie jednoczą swoje siły, gdy okazuje się, że w sąsiedztwie jednego z nich zamieszkuje groźna wampirzyca, Regine Dandrige. Regine jest siostrą zamordowanego w prequelu Jerry’ego Dandrige'a i planuje pomścić śmierć krewnego.

## Obsada
- William Ragsdale − Charley Brewster
- Roddy McDowall − Peter Vincent
- Traci Lind − Alex Young
- Julie Carmen − Regine Dandrige
- Jon Gries − Louie
- Russell Clark − Belle
- Brian Thompson − Bozworth
- Merritt Butrick − Richie
- Ernie Sabella − dr Harrison

## Nagrody i wyróżnienia
- 1991, Academy of Science Fiction, Fantasy & Horror Films, USA:
  - nominacja do nagrody Saturna w kategorii najlepsza aktorka (nagrodzona: Julie Carmen)
- 1986, Fantasporto Film Festival:
  - nominacja do nagrody International Fantasy Film w kategorii najlepszy film (Tommy Lee Wallace)